# Casa Senyorial de Jaunsvente
La Casa Senyorial de Jaunsvente també coneguda como Casa Senyorial de Svente (en letó: Jaunsventes muiža) és una mansió a la regió cultural de Selònia, al Municipi de Daugavpils de Letònia. L'edifici renovat, està a les mans de "muiža Jaunsventes" SIA, que ofereix allotjament en les seves dotze habitacions, cadascuna corresponent a un dels dotze mesos de l'any.

## Història
Després de la nacionalització de la finca, per part del govern de Letònia durant la reforma agrària de 1922, la mansió va allotjar l'escola Svente. La construcció va ser acabada el 1912, pel que sembla, en correspondència amb el disseny arquitectònic de Wilhelm Neumann. La part del jardí es va realitzar durant la primera meitat del segle xix.
Actualment existeix un museu situat en la masia restaurada dels comtes Plater-Sieberg, que es troba dins de la finca Jaunsvente, dedicat a mostrar vehicles militars de l'Exèrcit Roig.